# La Casa de la Arquitectura
La Maison de l'Architecture, officiellement connue sous le nom de La Casa de la Arquitectura, est un musée de Madrid, en Espagne, consacré à la promotion, à l'amélioration des connaissances, à la valorisation et à la diffusion de l'architecture, de l'urbanisme et de l'aménagement paysager, avec une attention particulière aux œuvres et aux architectes espagnols. Le musée est situé dans le complexe Nuevos Ministerios. C'est l'un des musées nationaux d'Espagne et il est rattaché au ministère du Logement.

## Histoire
Le musée est créé le 29 décembre 2006 sous le nom de Museo Nacional de Arquitectura y Urbanismo. L'idée originale a été conçue pour avoir deux sièges : un à Salamanque dédié à l'architecture et un autre à Barcelone dédié à l'urbanisme ; en plus d'un Centre de Documentation.
Le 14 juin 2022, les Cortes Generales ont approuvé la loi sur la qualité de l'architecture, dont le septième article prévoyait la constitution de la "Casa de la Arquitectura", nouveau nom du musée dans le but de relancer le projet après près d'une décennie. sans progrès.

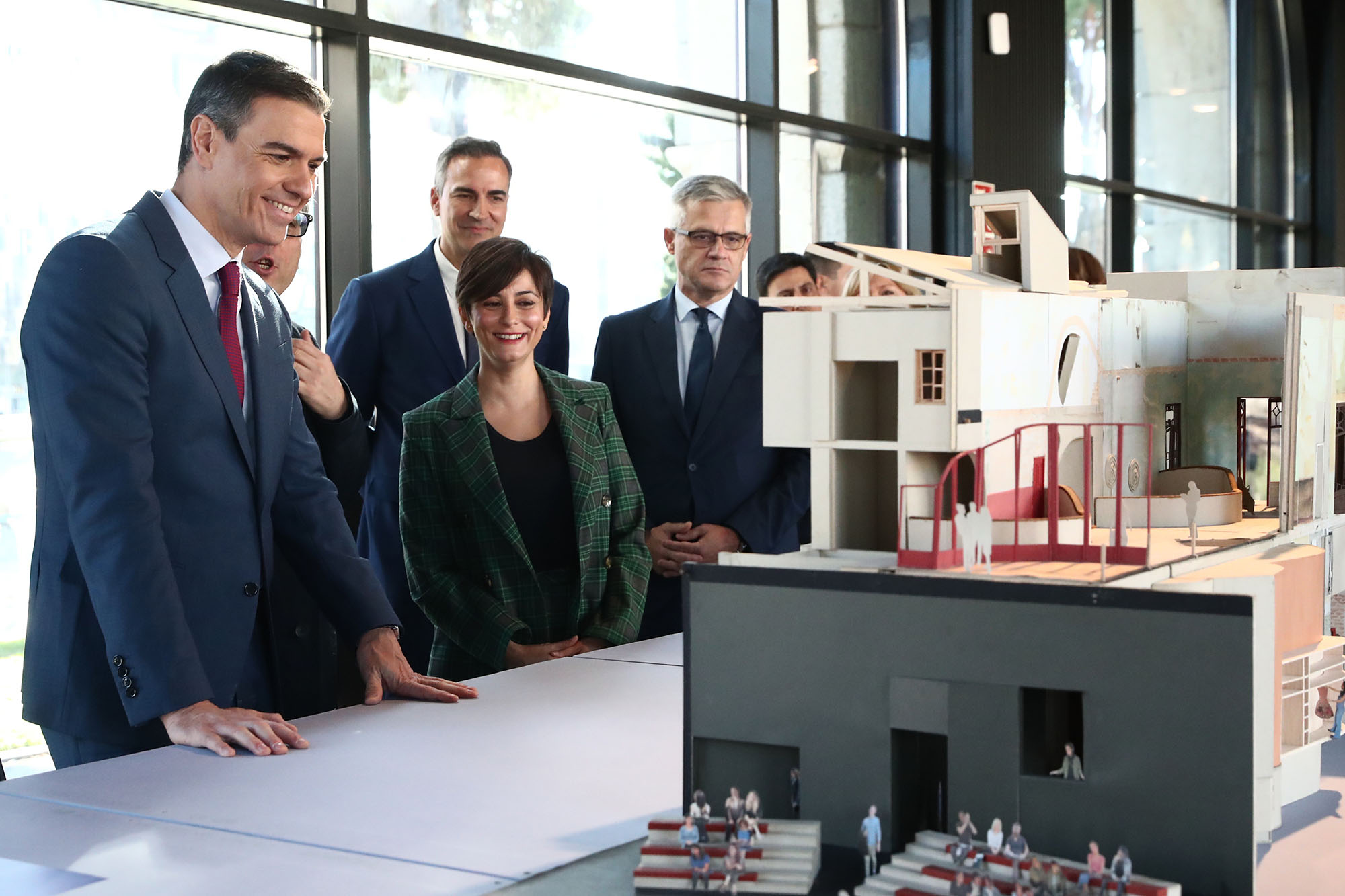
Inauguration le 18 décembre 2023. Le Premier ministre Sánchez (à gauche), la ministre du Logement Rodríguez (au centre).

Le 18 décembre 2023, lors d'un événement présidé par le Premier ministre Pedro Sánchez, la Maison de l'Architecture en tant que nouveau Musée national a été inaugurée dans l'arcade des Nuevos Ministerios de Madrid. Le lendemain, le Conseil des ministres a approuvé les statuts du musée, confirmant son siège comme permanent avec la possibilité d'ouvrir des sites secondaires dans d'autres villes espagnoles.

## Organisation
La Maison de l'Architecture est rattachée au Ministère du Logement et est régie par un Conseil d'Administration, présidé par le directeur du musée et composé de représentants des Ministères du Logement et de la Culture, ainsi que de représentants des associations officielles d'architectes.

## Description
La Maison de l'Architecture est située sur le Paseo de la Castellana, dans l'arcade de Nuevos Ministerios. Il se consacre à la promotion, à l'amélioration des connaissances, à la valorisation et à la diffusion de l'architecture, de l'urbanisme et du paysage, avec une attention particulière aux œuvres et aux architectes espagnols. Le musée, en plus de l'espace physique pour sa collection permanente et les expositions temporaires, gère un musée virtuel en ligne sur son site Internet.